# François Brunery
François Brunery ou Francesco Bruneri est un peintre et photographe italien né à Turin le 27 janvier 1849 et mort à Aix-les-Bains le 10 août 1926.

## Biographie

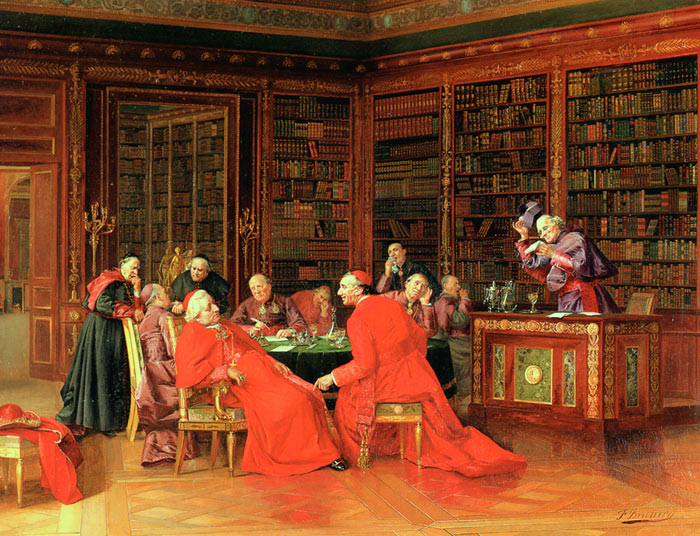
Une conférence pénible, entre 1898 et 1909, localisation inconnue.

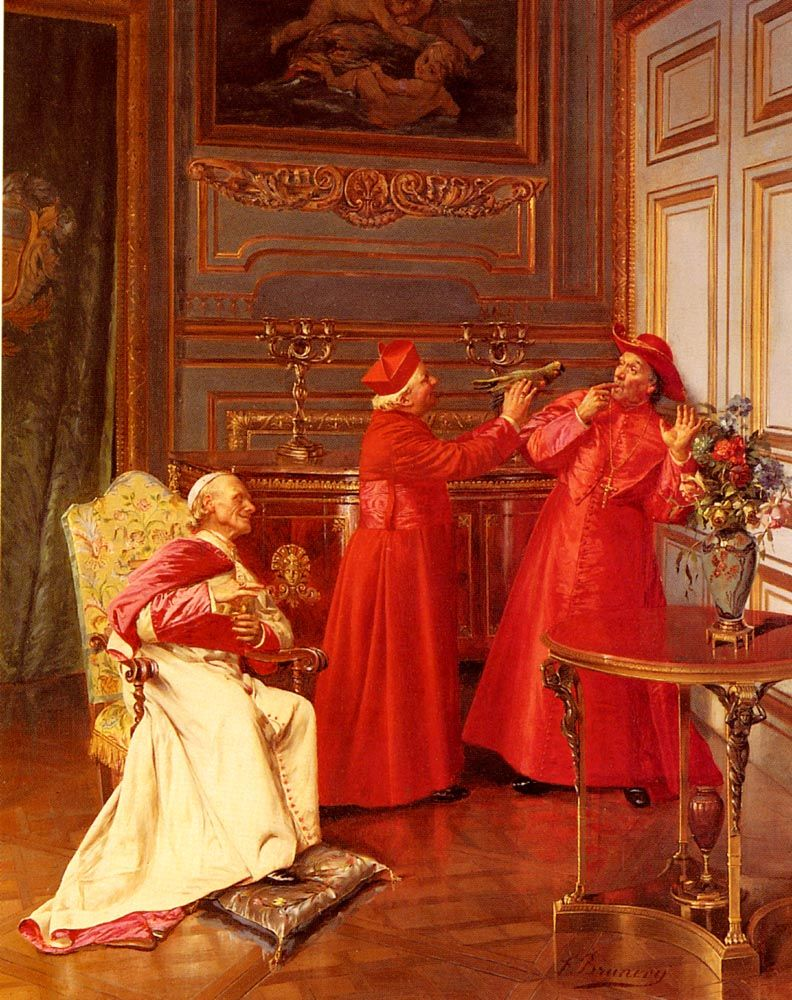
Non Abiate Paura, vers 1900.

François Brunery expose au Salon des artistes français de 1898 à 1914 et y obtient une mention honorable en 1903. Il s'est spécialisé dans la peinture de genre anticléricale représentant des cardinaux s'occupant à des distractions frivoles dans des intérieurs palatiaux. Ses compositions sont peintes d'après des photographies où il met en scène ses modèles en costume.
Il a peint des fresques dans l'abbaye d'Hautecombe en Savoie.
De 1898 à 1912, son atelier est situé au 43, avenue Victor-Hugo à Paris. En 1914, le catalogue du Salon des artistes français cite son domicile au 3, rue Leroy à Suresnes.
François Brunery meurt 10 août 1926 à Aix-les-Bains. Il est enterré à Suresnes au cimetière Carnot, aux côtés de son fils Marcel, également peintre.

## Envois aux Salons
- 1898 : n° 330 À la santé du chef!, n° 331 L’Étude interrompue.
- 1899 : Dilettantisme.
- 1900 : n° 208 Le Monologue.
- 1901 : n° 330 Le Singe de son éminence.
- 1903 : n° 280 Le Retour d’un civilisateur.
- 1904 : n° 291 Le Sourd.
- 1905 : n° 289 Chaque âge a ses plaisirs, n° 290 À la santé de son éminence.
- 1906 : n° 265 Mieux vaut faire envie que pitié.
- 1907 : n° 264 Ah la vilaine bête!
- 1908 : n° 270 Le Toast du marié.
- 1909 : n° 284 Un baiser qui s’envole.
- 1912 : n° 286 Le Distrait.
- 1914 : Le Retard du fiancé.

## Collections
- Musée d'Orsay, Paris[3].